# 板球
板球（或称木球、桨球、柴球）是由两队各十一人进行对抗比赛的一项团队运动。其现代形式起源于英格兰，盛行于英联邦国家，如在英国、澳大利亚、新西兰、印度、南亞、非洲南部、西印度群岛等地。板球的球季主要在春季与夏季，与在秋季与冬季踢的足球互补。
板球比赛时间长度不一，国际板球对抗赛的一场比赛每天进行六小时或以上，并长达五天；还有许多午餐和饮茶的休息时间；以及丰富的板球术语，都使板球门外汉非常困扰。但对于球迷来讲，这项运动以及顶尖板球国家队之间的激烈竞争，都为他们提供了充满激情的娱乐。

## 歷史

### 起源
板球的雏形可以追溯到12世纪的英格兰。1300年左右，英格兰便有爱德华一世之子愛德華二世进行了一种叫做“creag”运动的文字记载。

### 沿革
1598年的资料显示，位于吉尔福德的皇家文法学校（Royal Grammar School, Guildford）里已有学生参与板球运动。这通常被认为是板球在英文中的首次提及。“板球”（cricket）一词似乎有许多来源，可能由早期的板球球棍一词衍生而来：古法语“criquet”（意为某种短棍），或佛兰芒语“krick（e）”（意为棍、棒），或者古英语“cricc”、“cryce”（意为仗、杆）。另外，法语“criquet”似乎由意为教堂内供人跪着祈祷的长矮凳的佛兰芒语“krickstoel”而来，由此象征早期板球使用的仅有两个直立门柱且长而矮的三柱门。
由17世纪中叶开始至18世纪，板球从儿童游戏逐渐转变为成年男性之间进行的赌博运动。而早期的两根门柱与一根长横木，在肯特郡的塞文奥克斯（Sevenoaks）板球俱乐部发展成为三柱门，即三根门柱和两根横木（民间传说的原因是曾有一位投手不断地将球投入两门柱之间，但由于速度太快，无人能够确定）。萨里郡（Surrey）的老寇斯顿（Old Coulsdon）举办了第一场使用三柱门的板球比赛。充满自信的寇斯顿和凯特兰（Coulsdon and Caterham）队旨在击败英格兰的任意十一人，于1731年举办了日益火爆的擂台挑战赛。1750年左右，汉普郡的翰伯顿（Hambledon， Hampshire）建立了一支板球俱乐部。
1788年，馬里波恩板球俱樂部（Marylebone Cricket Club， MCC）制定了第一套规范英格兰各郡之间板球比赛的板球规则。
1963年，英格兰各郡为迅速结束比赛而改良了比赛规则：即每场比赛有严格限制的投球轮数，由此板球运动进入新纪元。这使得板球更加流行，在1971年出现新的单日国际赛（One-Day International， ODI）赛制。国际板球理事会（International Cricket Council）迅速采用了新的赛制并在1975年举办了首届ODI板球世界杯（Cricket World Cup）。从此，在钟情于原有赛制的球迷惊愕失措之时，以牺牲较长时间赛制比赛为代价的ODI赛事却得到了大众的青睐。直到2000年代初期，较长时间赛制板球才经历持续的复苏。

## 比赛方式

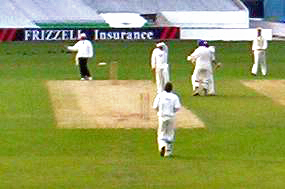
球场中心地带

板球是一项使用“板”和“球”的运动。此运动的比赛目的是争取比对手获得更多的“得分”（run，或称“跑位”）。
如果在一场两局比赛（two-innings match）中，先攻（先击球）一方的第一局和第二局总得分少于其对手第一局的得分（较罕见，如2012年1月3号到1月6号印度和澳大利亚在悉尼板球场的比赛），则比赛结束，前者出局（dismissed）并被称为以“一局n分（跑）”输球，其中“n”为两队分数差。如果后攻一方出局时和先攻一方的比分相同，也就是说他们只差一分（跑）就可以击败对手（极其罕见的情况），则比赛结果为平手（tie）。
如果比赛双方都仅剩不超过一局和一定数目的投球（delivery），而比赛被恶劣天气所暂时中断，则可以用一个复杂的名为达-路方法（Duckworth-Lewis Method）的数学公式来重新计算新的目标分数。
如果这场比赛由于持续恶劣天气、无礼观众群或诸如此类的事件或情况而终止，并且完成的投球轮（over）少于事先任何方同意的数目，则比赛结果为无结果（no-result）。

## 规则
板球使用的共42条规则是由馬里波恩板球俱樂部（Marylebone Cricket Club， MCC）同主要板球比赛国商议而得。如果比赛各队同意，则可以在特定比赛中改动一些规则。其它规则用来补充和改变主要规则以满足出现的不同情况。比如，对于严格限定好球数的单局比赛会有一系列关于赛程和接球位置的修改。

### 球员
各队由十一名队员组成。根据各人的特长，每个选手可以被分为“击球手”（batsman）和“投球手”（bowler）。攻守兼备的队伍一般由五到六名击球手和四到五名投球手组成。击球和投球都非常优秀的人则称为“全能手”（all-rounder）。投球的一方中有一名处于特殊接球位置的球员，被称作“守门手”（wicket-keeper）。

### 裁判
一场比赛由两名赛场裁判员 (板球)（umpire）主持。其中一名站在投球一侧的三柱门之后，作出大多数的裁决。另一名则站在背后内野（square leg）附近的位置，可以看到击球手的侧面，在有更佳视角的情况下作出辅助判决。某些职业赛事中，会有一名场外第三裁判（third umpire）使用电视回放作为辅助判决。国际赛事中，则有一名场外仲裁人（match refree）确保比赛符合板球比赛规则和此项运动的比赛精神。

### 球场

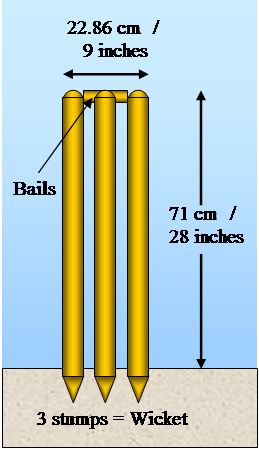
三柱门

板球球场是圆形或椭圆形的草坪。球场没有固定的尺寸，但其直径通常为450英尺（137公尺）至500英尺（150公尺）。大部分球场还拥有绳子圈成的界绳。

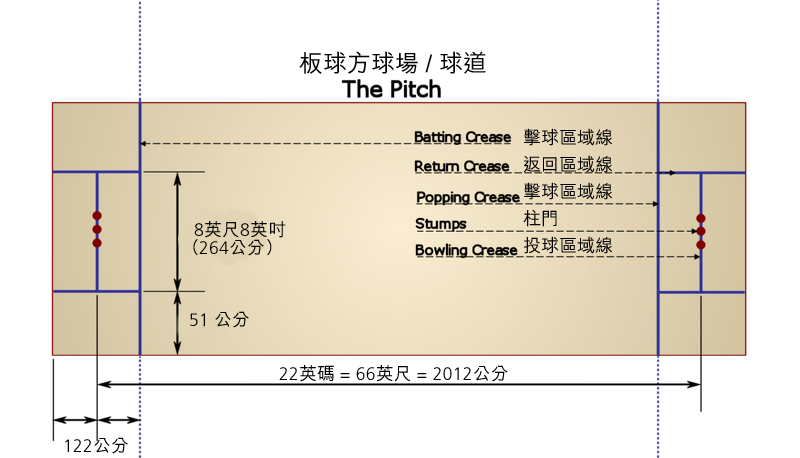
板球球道尺寸

#### 球道
在板球球场中心，有一块由长方形粘土带及短草构成的“球道”，又称「方球场」。球道的尺寸为10 × 66 英尺（3.05 × 20.12 公尺）。
球道的两头各立有三根直立木柱，称为“门柱”（stumps）。两根“横木”（bail）放置于柱门顶部的凹槽之中，将三根柱门连接起来。三根柱门和两根横木共同组成一个“三柱门”（wicket）。球道的一头被设定为击球手站立的“击球区”，而另一头则为投球手投球使用的“投球区”。
方球场上画有被称作“区域线”（crease）的边界线。区域线通常用来裁定击球手出局或决定投球是否合理。

#### 球场分布
对于规定投球好球数的单轮比赛，球场上有两种额外标记。其中，一个油漆标出椭圆线由球道两个宽边之外以每个三柱门为中心、30码（27.4公尺）为半径的两个半圆，以及平行于球道长边、距球道30码（27.4公尺）的两条直线组成。这条线通常被称作“内外野线”（the circle），它将球场分为“内野”（infield）和“外野”（outfield）。另外，两个以每个三柱门为中心、15码（13.7公尺）为半径的点线圆之内称为“小内野”（close-infield）。内野、外野和小内野都是用来执行防守限制的。

#### 球员位置

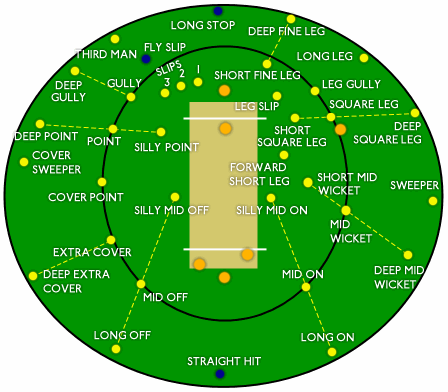
球员位置名称

击球的一方在场上有两名击球手。其中一名被称为“击球员”（striker），面对投球手并击打投球手投出的球。他的搭档站在投球区作为“跑垒员”（non-striker）。守门手站在或蹲在击球区的三柱门之后。
除过投球手和守门手，防守一方的队长将剩下的九名队员，即守备员，分散到球场尽量覆盖大多数的区域。他们的位置根据比赛战略战术，会有很大变化。球场上每个位置都有其相应的独特名称。

### 比赛过程

#### 掷币
在比赛当天，队长检查球道情况来决定适合球场的投球手类型，并选择十一名队员。接着两名队长通过掷币来决定哪一方有选择先攻或先守的权利。

#### 轮
每局比赛被分为若干“轮”（over）。一般来说，每轮包含由同一个投球手连续投出的六个球。投球手不能连续投两轮。投球手完成一轮之后，便回到防守位置，另一名投球手继续投球。
每轮结束，击球区和投球区对调，因此防守位置也有所调整。裁判位置也对调，即投球区的裁判转移到背后内野（square leg），而背后内野的裁判来到新的投球区。

#### 局的结束
一局（innings）结束的标志有：
- 十一名击球手中的十名“出局”。
- 得到目标分数。
- 完成事先制订的轮数（单日比赛中通常为50轮）。
- 击球方队长“宣布”他们的局“结束”（不应用于有限定轮数的比赛）。

#### 比赛时间
双局比赛通常每日至少有六小时实际比赛时间，并持续三到五日。单局比赛则通常花费六小时或更多，且在一天之内结束。每日比赛还有正式的午餐和午茶时间，以及较短时间的饮水时间。在每局之间也有较短的休息时间。
比赛必须在无雨天气进行。另外，由于在职业板球中投出的球速通常超过90mph（144km/h），比赛需要在击球手能够有良好视线的日光下进行。因此比赛会因雨（但除过下毛毛雨）或光线太暗而中止。如今一些单日比赛可以在泛光灯下进行，但除了少数澳大利亚的实验性比赛，泛光灯并不应用于时间较长的比赛。职业板球比赛通常在室外举行。这些要求意味着，在英格兰、澳大利亚、紐西兰、南非和津巴布韦，比赛通常在夏天举行。而在西印度群岛、印度、巴基斯坦、斯里兰卡和孟加拉国，比赛则通常举行于冬季。因为这些国家的夏季通常是飓风和龙卷风肆虐的季节。

### 击球和得分（跑分）

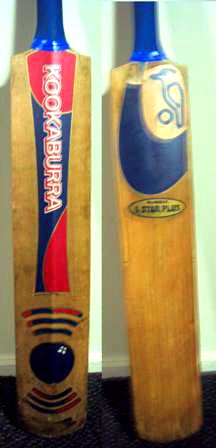
板球球拍

#### 击球
击球员站在击球区上等待击球。击球手使用的木质板球球拍由长柄和一面平坦的木板组成。如果击球手用他的球拍击中板球，则称为“重击”（shot）或“挥击”（stroke）。如果板球擦球拍边沿而过，则称为一“侧击”（edge）或一“削击”（snick）。击球手挥拍和击打板球的方式用来为各种击球命名。根据球队的战术要求，他可以防守性地击球而避免出局，或者进攻性地击球来迅速地获得积分。
击球员按照队长制定的击球顺序依次出场击球。首先出场的两名称为“开路先锋”（openers），他们通常是强力击球员并且将面对最猛烈的投球（对方的快速投球手的体力最为充沛并且板球也是新的）。击球的一方则以击球技术递减的顺序开始进攻，前5到6名击球员通常是队中较好的击球手，他们之后是全能手，最后是投球手（他们通常击球技术并不出众）。按照战术要求，这种顺序在比赛过程中可以改动。

#### 得分跑
为了获得一“分”，击球员必须击中板球并且跑到球道的另一端，同时他的不击球跑垒员搭档必须跑到他的那端。两者必须用拍或身体在击球线之后碰地才能记做一分。如果击球员击出的球够远，两个击球手可以在球道上跑数个来回，将得到两分或更高。而且击球员将球击出后并不是非跑不可。如果击球手得到奇数分，他们将互换位置，以及击球与非击球的角色；若得偶数分或本轮未得分，则位置将到本轮结束才会互换。
如果没有击球员处于最近的击球区内时，一个守备员将这一端三柱门上的横木用球击打掉落，则离此三柱门最近的击球员出局。如果被击出的球在界绳内落地又滚出或弹出界绳外，击球一方得四分，称为四分打（four）；而球没有落地而直接飞到界绳外，则得六分，称作六分打（six），球員直接得分，不用跑。同样，如果球击中一名场上防守球员的头盔，则得五分（这种情况虽然很少出现，但是规则之一）。

#### 附加分
击球手所得的每一分都记入全队的总成绩。全队总成绩还包含一些不计入任何击球手个人成绩的得分。这些分数被称为“附加分”（extra，在澳大利亚被称为sundry）。附加分分为失误点（bye）、触身点（leg bye）、废球（no ball）、歪球（wide）和罚分。前两种在击球员未能用球拍击中球的情况下得到，废球和歪球则是由于投球员犯规所致。至于罚分，是在比较严重的违规情况下，如破坏球、故意拖延时间或破坏方球场，裁判可以判给对方罚球加五分，获得罚球得分的一方不需要击球。

### 投球
投球员将板球投向击球员的投球动作为：手臂伸直。如果他在任何情况下弯曲肘部，将会被视作违规，所投之球被称为废球（no ball）。投球时，投球手在释放球的同时，整个后脚应在区域线围成的区域之内，部分前脚也在其内，否则也是废球。通常情况下，投球员将球击中地面然后反弹至击球手。投球员所投之球必须在击球手能够触及的一定范围之内，否则所投之球会被判定为“歪球”（wide）。
注意：如果击球手击到球，则不能称之为“歪球”。
投球员的主要目标是击落“三柱门”的横木，使击球员“出局”（dismissed）。通常来说，按照击球的排列顺序，投球手使对方熟练击球手出局的越多，对方的得分机会就会越少，剩余击球手的水準就越低。他们另一个目标是尽量限制每个投球轮对方的得分。这被称作为节分率 （economy rate）。如果投球员使击球员出局，他的名字会记入成绩。投球员可以分类为：速球派（pace bowler）和旋球派（spin bowler）。

#### 板球用球

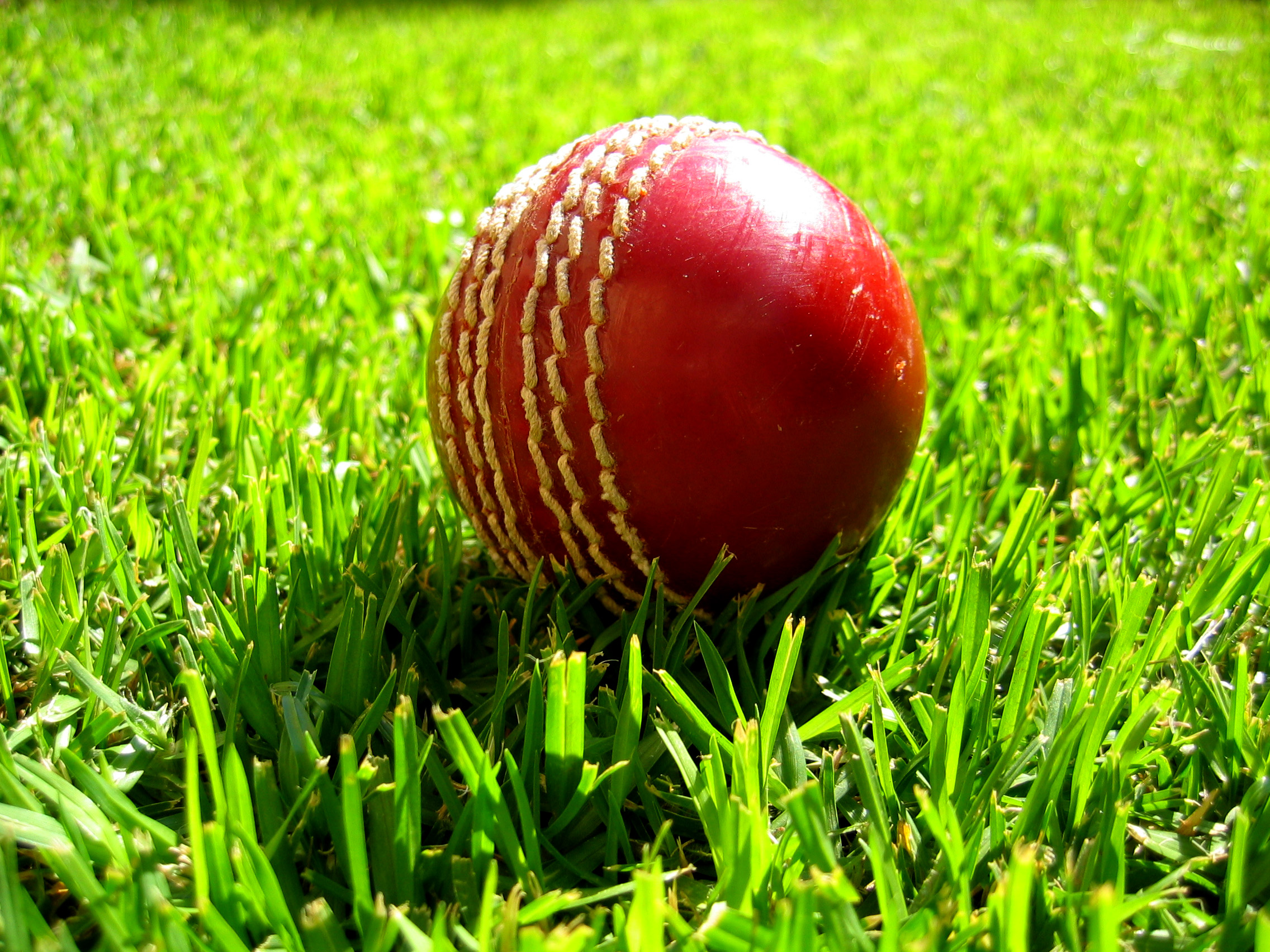
板球用球

板球用球的中心是软木球，外面紧密缠绕了数层细绳，最外层是用皮革包裹，并用轻微凸起的缝合线缝合。成年男性使用的板球重量必须在5.5至5.7盎司（155.9至163.0克）之间，其周长应在8又13/16至9英寸（224至229毫米）之间。女性和青年使用的球则较小。

### 出局
击球手可以一直击球直到“出局”。出局的方式共有十种，一些被记作投球手击落横木的成绩，一些则不计入任何人的成绩。如果一名击球手出局，击球的一方则派出另一名击球手代替他的位置，直到十个击球手都被淘汰，一轮结束。
许多出局的方式需要三柱门被“击倒”（put down）。三柱门被击倒意味着投出的板球，或手持板球的守备员将柱门之上的横木移掉，或将柱门从场地之中拔起。十种出局方式中，前六个比较常见，后四个有关专门细节的则很少发生。简单地说，这十种方式有：接杀（caught）、投杀（bowled）、触身出局（leg before wicket， lbw）、追杀（run out）、击杀（stumped）、打门出局（hit wicket）、手球出局（handled the ball）、二击出局（hit the ball twice）、阻守出局（obstructing the field）、超时退场（timed out）。
另外，击球员可以在未出局的情况下离开球场。如生病或受伤，这意味着“受伤退场”（retired hurt）或“生病退场”（retired ill）；如果此击球员没有出局，他可以在充分复原后，同一局之内重新击球。没有受伤或生病的击球手也能下场，此时他将视作自愿退场（retired out），但没有人因此记入成绩。
在“废球”的情况下，击球员不能因“投杀”、“接杀”、“触身出局”、“撃杀”或“打门出局”而被判出局。而在“歪球”的情况下，他也不能因“投杀”、“接杀”、“触身出局”或“二击出局”而被判出局。
一些出局情形可以发生在投球员未投球的情况下。不击球的那个击球员可以被投球员杀出局，如果他在投球员投球之前离开他的区域线，或者他可以在任何时刻因“阻守出局”或“自愿退场”而下场。“超时退场”出局也是在非投球情况下出现。其它所有出局情形中，每次投球应只有一名击球手出局。

### 防守
- 守备员（fielders）：在场上协助投球手一同防止击球员获得太高的分数。他们使用以下两种防守方式：直接接杀而使击球员出局，或者拦截弹地之后的球并迅速传回球道，试图追杀击球手，从而限制击球手的得分机会。
- 守门手（wicket-keeper）：是一名始终站在击球员三柱门之后的特殊守备员。他的主要任务是接收击球员未能击中的传球和投球，来防止他们跑到外场从而得到失误点附加分。在球道这一头，守门手戴着专用手套（守备员唯一）和小腿上的护腿垫。由于守门手直接位于击球员身后，他非常容易将一个侧击接到而使击球员被接杀，守门手也是唯一能够将击球员击杀（stumped）出局的外野手。至于较重的侧击（fine edge)则通常由处于游击（slips）的守备员处理。

### 其它
- 队长：對于一个队伍的成功，其队长在制定场上战略战术时的敏锐判断是非常重要的。队长通常制定一系列重大决定，如安排防守位置，更换投球手和掷币。
- 替跑：在击球手可以击球但因伤病不能进行得分跑时，他可以请求裁判和防守方队长允许他使用代跑。替跑应尽可能使用已出局的击球手。当击球手击球之后，代跑的唯一目标就是代替受伤击球手进行三柱门之间的跑垒。2011年後廢除。
- 替补：在单日国际赛进行之中允许有一名替补。被替补的队员不能够再返回比赛。

而其它形式的比赛中，如果一个球员因伤病不能继续比赛，替补可以上场替换他；但替补不能投球、击球、作为队长或守门。这里的替补是临时性质的，当受伤球员可以上场之后，他将离开球场。

## 各地的情況

### 澳大利亞

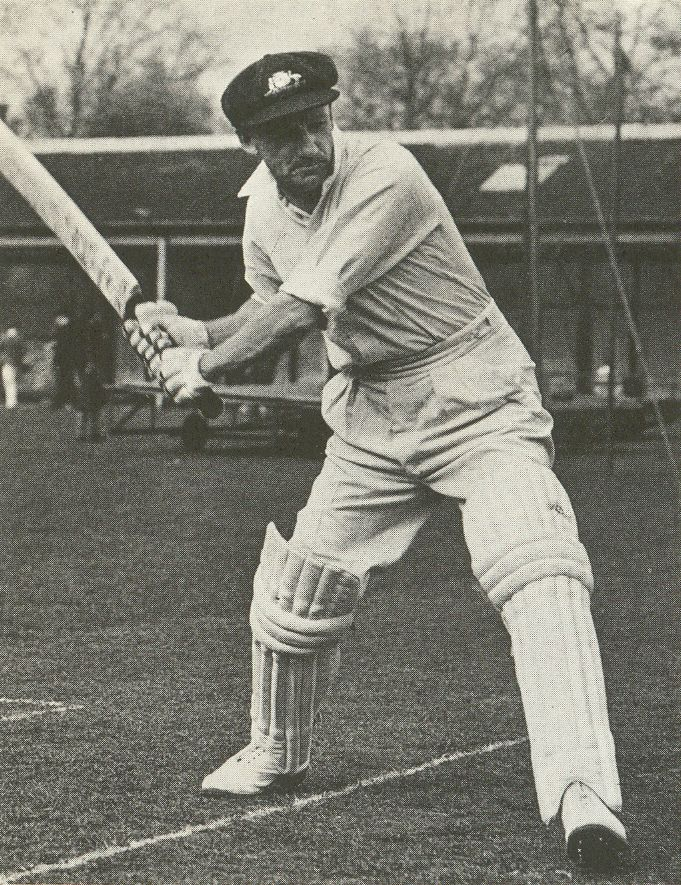
來自澳大利亚的板球手唐纳德·布莱德曼爵士。

每年的十一月到次年二月，澳大利亞人都為板球而瘋狂。如果灰燼杯是在英國和威爾斯協辦，在七月至九月也會有國家隊賽事。

### 中国大陆
中国大陆的板球运动可以追溯到1858年，上海举行了有记载的首场板球比赛。1863年，上海板球俱乐部（Shanghai Cricket Club）成立。两个俱乐部之间的比赛由1866年开始，直到1948年解散為止。1980年代至1990年代在北京曾经成立过北京板球俱乐部（Peking Cricket Club），但仅是各驻华大使馆之间的比赛组织。
中国板球协会在2004年7月1日加入国际板球理事会，成为最低一级的接納會員（Affiliate Member），並在2017年成为可以参加国际比赛的准会员（Associate Member）。

### 香港
香港由於曾為英國殖民地，板球歷史也相當久遠，早於1841年便舉辦了史上首次板球比賽。1851年成立的香港木球會（Hong Kong Cricket Club），是英格兰之外建立的第一批板球俱樂部。1903年更成立當地甲組聯賽，其後於1968年成立香港板球總會，為板球運動推廣組織。目前香港板球運動主要舉辦的賽事，為獲得國際總會認可的世界級賽事「香港六人板球賽」。板球在香港南亞裔人士中相當流行。

### 台灣
台灣之板球運動最早可以追溯至1960年代，國民政府曾派隊至澳洲學習板球，但因當時的台灣為農業社會所以並未發展。
然而因為歷史上受美日文化影響較深，板球運動的能見度始終遠低於棒球、籃球等主流運動，遲至2010年才成立官方組織中華台北板球運動協會中華台北板球運動協會，2012年加入了亞洲板球理事會（Asian Cricket Council） 成為Associate Member。但現已休會。

## 比赛类型

### 对抗赛
板球对抗赛（Test cricket）是最传统的一种板球赛形式，每场赛事通常进行四到五天，无限制投球轮数，并且只有具备对抗赛资格的国家间的比赛才被认可为对抗赛。
对抗赛始于1877年，在1876至1877年球季英格兰板球队于澳洲巡回赛，首届对抗赛于1877年3月15日开始，规定每个投球轮4个投球。3月19日，此次对抗赛以澳洲45分胜出。在两队第九次交手之后，英格兰和澳洲之间举行的板球系列对抗赛被称作为“骨灰杯”（The Ashes）。此项系列赛的奖杯是一座小而易碎的陶质骨灰瓮。此奖杯是在1882／83届英格兰板球队在澳大利亚获胜之后，一群墨尔本妇女向当时的英格兰队长艾弗·布莱（Ivo Bligh）赠送的，据说里面装有两队在第二届对抗赛时使用的一块三柱门横木或一只板球的灰烬。（此项赛事现在仍在举办，每两年左右一次，是世界上最负盛名的板球赛。）
随后，全世界已举办过超过2000场对抗赛。而可以参加对抗赛的国家已增加至10个，依取得对抗赛资格的顺序，包括英格兰、澳洲、南非、西印度群岛、纽西兰、印度、巴基斯坦、斯里兰卡、津巴布韦、孟加拉国。
而顶级赛（First-class cricket）是对抗赛的一种形式，只是通常不限于国际层级的比赛。顶级赛通限制只有取得对抗赛资格的国家才可以举行，包括他们的国家或区域队。而像肯亚是一个非常重要的非对抗赛国家，它和其它顶级比赛队伍之间的比赛被认为是顶级赛事，但它的国内赛事却不可以。通常来说，比赛双方都是国际板总认可的顶级赛球队时，本场比赛即能确定为顶级赛事。
各国主要的顶级赛名称如下：
- 郡际锦标赛（英格兰）
- 谢菲盾（澳洲）
- 克里盃系列赛（南非）
- 区际四日大赛（西印度群岛）
- 普朗基盾（纽西兰）
- 兰治大奖赛（印度）
- 奎伊阿桑大奖赛（巴基斯坦）
- 优等大奖赛（斯里兰卡）
- 罗根杯（津巴布韦）
- 国家板球联赛（孟加拉国）

### 单日赛
单日赛（one-day matches），也称“有限轮比赛”（limited overs cricket）或“板球快赛”（instant cricket），由传统的英式板球发展而来，用以提高比赛上座率。单日赛在1960年代开始出现，它所需时间较对抗赛短，场面则更为激烈。单日赛首场比赛举行于1971年。当英格兰队在澳大利亚巡回时，一场对抗赛因雨终止，单日赛从此便大受欢迎。1975年诞生的板球世界杯更增强了这一趋势。缩写“ODI”（One-day International）通常用以称呼国际单日板球赛。单日赛中，每队只有一个限定投球轮的击球局（innings），在国际赛事中通常为50局。虽然被称作单日比赛，但如果比赛因雨中止，将会延续到第二日（近几年由于延续比赛的影响甚大，包括安排让球迷第二日回到球场等事宜，裁判通常缩减比赛的球局数以求当日完成赛事，而缩减的局数则是经由裁判以规则所定的公式算出）。昼夜比赛通常会将比赛延续至夜间。使用彩色球衣，更为频繁的赛事及更加注重比赛结果等创新使得ODI比赛更为激烈，令人紧张和兴奋，因此拥有众多支持者。一些如快速得分，高难度的接球方式（gravity-defying fielding）和精准的投球等策略则使得这种比赛形式较对抗赛更加充满活力。
单日赛规则在国内层级中，通常称为A名单赛（List A circket），不过由于板球重视国际对抗的传统，国内赛在跟进单日规则方面比较没有制度化，因此比较没有常态举行的重大比赛。
在单日板球规则实施后，21世纪初板球界又推出了2020（Twenty20）规则的单日板球赛，由于这种比赛规定每局20轮，使得比赛异常短促，吸引更多球迷的比赛，引起极大的关注。2007年起，国际板总也推出了世界2020大赛，成为国际单日板球赛中，盛大程度仅次于世界杯的赛事，也可以视之为小世界杯。
这项风潮也从国际赛吹向国内赛事，过去板球的国内比赛通常以地区际的对抗赛最为重大；而2020规则的国内板球赛，一开始也仅是由这些既有的地区球队在正规比赛外进行，赛制也比较不固定。不过在2008年印度独立于原本的国内联赛，推出印度超级板球联赛（Indain Premier League，IPL），引起市场上的巨大成功后，近年其他国家起而效仿，也创立了独立的2020板球联盟，像是澳洲2020大联盟、孟加拉国超级板球联赛、斯里兰卡超级板球联赛、加勒比超级板球联赛、巴基斯坦超级板球联赛等。另外也在印度主导下，于2009年催生了各国2020冠军队的交流赛－2020冠军联赛。

### 對抗賽和單日賽的比較
|                              | 對抗賽                                             | 單日賽/二十輪單日賽    |
| ---------------------------- | -------------------------------------------------- | ---------------------- |
| 比賽長度                     | 通常四天或五天 （有些只是兩、三天）                | 一天以內               |
| 比賽時間                     | 日間 （2015年末嘗試夜間比賽）                      | 日間或夜間             |
| 局數                         | 雙方各兩局                                         | 雙方各一局             |
| 球數                         | 不限，但如天氣及日光許可，兩隊總球數可達2700個好球 | 通常為300或120個好球   |
| 球衣                         | 白色，通常沒有球衣號碼                             | 各種色彩，有球衣號碼   |
| 國內賽稱呼                   | 頂級賽                                             | A名單賽、2020賽        |
| 國際賽稱呼                   | 對抗賽                                             | 單日國際賽、2020國際賽 |
| 每投手球數上限               | 沒有                                               | 60個好球，24個好球     |
| 國際板總承認有參賽資格的國家 |                                                    |                        |

## 国际组织

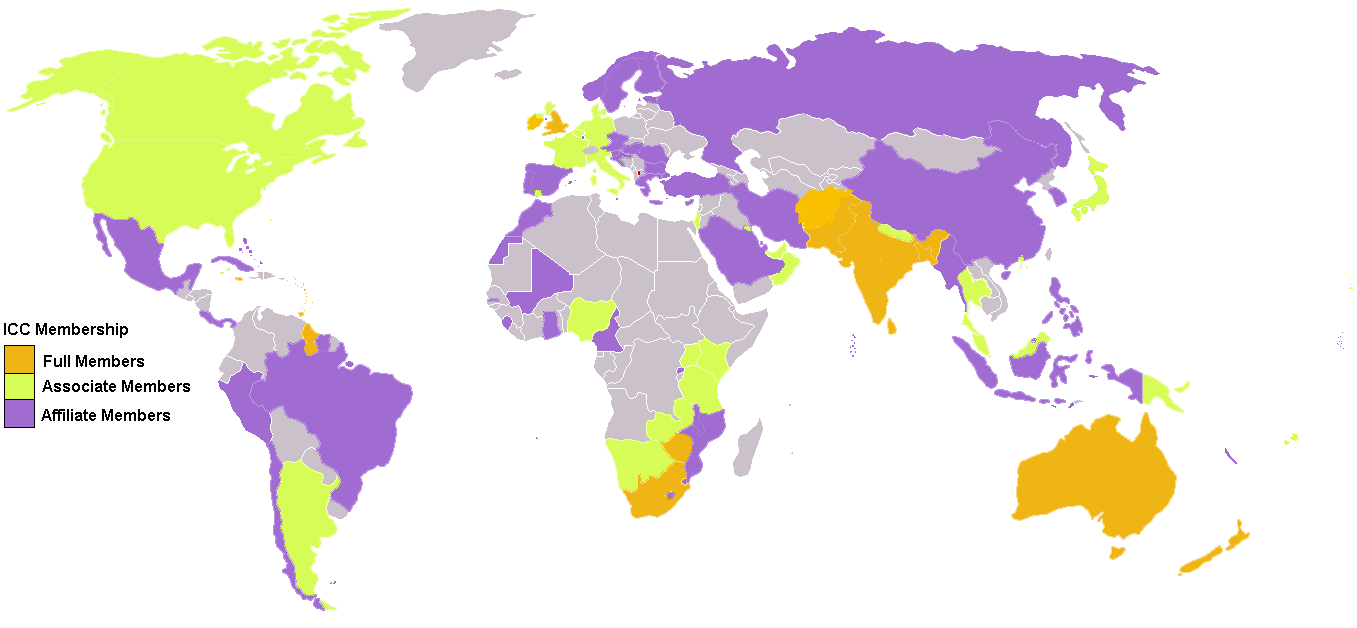
ICC成员国。橙色为对抗赛国家；绿色为准会员国家；紫色的则是接纳会员。

国际板球理事会（International Cricket Council，ICC），又称国际板总，是板球运动的国际主管团体。其总部位于阿联酋迪拜，在10个对抗赛国家设有代表处，并有推选出的小组代表非对抗赛国家。每个国家有规范本国板球赛事的国家板球委员会。国家板球理事会通常挑选国家队并组织国家队主客场比赛。
进行板球运动的国家按照该国基层板球运动的水準分成兩个梯队。最高一级是国际板球理事会的完全会员（Full Member），即参加对抗赛的国家。它们直接进入四年一届的世界杯比赛。次之是国际板球理事会的准会员（Associate Member）。由2017年開始，原本是最低一级的接纳会员（Affiliate Member）全部升格為准会员。
| 国家       | 管理組織                 | 加入时间      | 目前ICC單日賽冠军杯排名 | 目前ICC對抗賽冠军杯排名 | 目前Twenty20国际赛排名B |
| ---------- | ------------------------ | ------------- | ----------------------- | ----------------------- | ----------------------- |
|            | 澳洲板球理事會           | 1909年7月15日 | 1                       | 3                       | 2                       |
|            | 孟加拉國板球理事會       | 2000年6月26日 | 9                       | 9                       | 10                      |
| 英格兰     | 英格蘭與威爾斯板球理事會 | 1909年7月15日 | 5                       | 5                       | 5                       |
| 印度       | 印度板球控制理事會       | 1926年5月31日 | 2                       | 1                       | 6                       |
| 新西兰     | 紐西蘭板球理事會         | 1926年5月31日 | 4                       | 6                       | 8                       |
| 巴基斯坦   | 巴基斯坦板球理事會       | 1953年7月28日 | 7                       | 7                       | 1                       |
| 南非       | 南非板球理事會           | 1909年7月15日 | 3                       | 2                       | 3                       |
| 斯里蘭卡   | 斯里蘭卡板球理事會       | 1981年7月21日 | 6                       | 4                       | 4                       |
| 西印度群島 | 西印度羣島板球理事會     | 1926年5月31日 | 8                       | 8                       | 7                       |
| 辛巴威     | 津巴布韋板球聯盟         | 1992年7月6日  | 10                      | -                       | 9                       |
| 愛爾蘭     | 愛爾蘭板球聯盟           | 2017年6月24日 |                         |                         |                         |
| 阿富汗     | 阿富汗板球聯盟           | 2017年6月24日 |                         |                         |                         |

## 资料来源
- Sir Don Bradman（1990），The Art of cricket，Hodder & Stoughton出版，ISBN 1-875892-54-0
- 官方板球规则网站，馬里波恩板球俱樂部出版。浏览于2005年8月14日。